# Elisa Cegani
Elisa Angela Maria Cegani (n. 11 iunie 1911, Torino, Italia – d. 23 februarie 1996, Roma, Italia) a fost o actriță italiană care a apărut în peste 60 de filme între 1935 și 1983.